# 桓玄
桓玄（369年—404年6月19日），字敬道，一名靈寶，譙國龍亢（今安徽懷遠）人，譙國桓氏代表人物，東晉名將桓溫之子，東晉末期桓楚政權建立者。曾消滅殷仲堪和楊佺期佔據荊江廣大土地，後更消滅了掌握朝政的司馬道子父子，掌握朝權。次年桓玄就篡位建立桓楚，但三個月後劉裕就舉義兵反抗桓玄，桓玄不敵而逃奔江陵重整軍力，但後再遭西討的義軍擊敗。試圖入蜀途中遇上護送毛璠靈柩的費恬等人，遭益州督護馮遷殺害。因曾襲父親「南郡公」之爵，故世稱「桓南郡」。

## 生平
桓玄自幼為桓溫所喜愛。寧康元年（373年），桓溫去世，遺命其弟桓沖統率其軍隊，並接替他任揚州刺史，並以時年五歲的桓玄承襲其封爵南郡公。兩年後，桓玄的服喪期滿，桓沖亦離任揚州刺史，揚州文武官員與桓沖告別，桓沖摸著桓玄的頭說：「這是你家的舊官屬呀。」桓玄聽後就掩面哭泣，眾人都對這反應感到詫異。
桓玄長大後，相貌奇偉，神態爽朗，博通藝術，亦善寫文章。他對自己的才能和門第頗為自負，總認為自己是英雄豪傑，然而由於其父桓溫晚年有篡位的跡象，所以朝廷一直對他深懷戒心而不敢任用。直至太元十六年（391年），二十三歲的桓玄才被任命為太子洗馬。幾年後出京任義興（今江蘇宜興）太守，但還是頗覺不得志，曾感歎：「父為九州伯，兒為五湖長！」於是就棄官回到其封國南郡。
桓玄住在南郡的治所，也就是荊州的治所江陵，優游無事，荊州刺史殷仲堪本來對他十分敬憚，而桓玄因著父叔長年治理荊州的威望而專橫荊州，士民畏懼他更過於殷仲堪，殷仲堪因而與其深交。桓玄也打算借助其軍力，故此取悅他。

### 王恭舉兵
隆安元年（397年），尚書僕射王國寶、建威將軍王緒倚仗當權的會稽王司馬道子，因畏懼青兗二州刺史王恭，圖謀削弱各方鎮，桓玄知道王恭面對王國寶亂政有憂國之言，故此勸說殷仲堪起兵討伐王國寶，並派人勸說王恭，推王恭為盟主。當時，殷仲堪個人擔憂沒有孝武帝的支持，自己被群眾認為能力未達一州方伯的情況下會被王國寶等人利用，終令他被調離荊州。桓玄亦利用這個擔憂勸說殷仲堪，但殷仲堪始終遲疑。不過，當時王恭原來已決定主動起兵，並聯結殷仲堪，殷仲堪此時得報，於是答應了響應王恭。不久朝廷畏懼，故殺王國寶、王緒以息事寧人，王恭亦罷兵。然而，始終殷仲堪與桓玄始終沒有進行實質的軍事行動。
王恭舉兵以後，司馬道子憂慮王恭和殷仲堪的威脅，於是引司馬尚之和司馬休之為心腹。隆安二年（398年），因著桓玄請求朝廷讓他任廣州刺史，而司馬道子亦忌憚他，不想他繼續長據荊州，於是下詔以他督交廣二州、建威將軍、平越中郎將、廣州刺史、假節。桓玄受命但沒有到廣州上任。同時司馬道子聽從司馬尚之多樹外藩的建議，不料卻因削奪了豫州刺史庾楷都督地區而令其勸王恭再度舉兵，王恭遂於當年聯結桓玄、殷仲堪等舉兵討伐司馬尚之兄弟，桓、殷亦奉其為盟主。殷仲堪認為王恭這次肯定成功，於是積極參戰，更分五千兵給桓玄，緊隨擔任前鋒的南郡相楊佺期順江南下。楊、桓二人到湓口時，亦為討伐對象的江州刺史王愉逃奔臨川，但被桓玄派兵追獲。及後雖然庾楷大敗給司馬尚之，前來投奔桓玄，但桓玄也於白石大敗朝廷軍隊。及後雖然王恭敗死，但桓玄和楊佺期進至石頭，令司馬元顯回防京師，並命丹楊尹王愷守石頭城。不過，因為剛剛背叛王恭的劉牢之率北府軍入援京師，桓玄和楊佺期因畏懼而撤回蔡州，與朝廷軍對峙。
當時司馬道子打算利誘桓玄和楊佺期，令二人倒伐攻擊殷仲堪，於是以桓玄為江州刺史，楊佺期為雍州刺史，而殷仲堪就被貶廣州刺史。此舉卻令殷仲堪大怒，並命桓玄和楊佺期率兵進攻建康。不過桓玄卻對任命十分高興，打算接受，卻猶豫不決。當時殷仲堪從堂弟殷遹口中又聽聞楊佺期也決定受命，於是開始撤軍。隨著殷仲堪撤退，楊佺期部將劉系亦先行撤退，桓玄等大懼，又狼狽西退，直至尋陽（今江西九江市）追上殷仲堪。殷仲堪既失荊州刺史，倚仗桓玄為援；而桓玄本身亦要借助殷仲堪的兵力，故此據勢相結，殷仲堪與楊佺期因著其家世聲望，共推桓玄為盟主，皆不受朝命。朝廷見此大加恐懼，唯有下詔安撫，並讓殷仲堪復任荊州刺史，請求和解。眾人於是受命返回駐地。

### 奪據荊州
早在桓玄在江陵橫行時，殷仲堪親黨就已勸殷仲堪殺死桓玄，但沒得聽從。桓玄自被推為盟主後，就更加矜侉倨傲，而楊佺期就被桓玄以寒門相待，然而出身弘農楊氏的楊佺期卻自以其族是華夏貴冑，一直都認為江東其他士族根本比不上他家，於是對桓玄十分不滿，更打算襲殺桓玄，可是因殷仲堪顧忌桓玄死後無法控制楊佺期兄弟才阻止。當時桓玄亦知楊佺期想殺死自己，於是有了消滅楊佺期的意圖，更屯駐夏口，並以始安太守卞範之為謀主。
隆安三年（399年）請求擴大其轄區，而司馬元顯亦想以此離間桓玄與殷、楊二人的關係，故此加桓玄都督荊州長沙郡、衡陽郡、湘東郡及零陵郡四郡諸軍事，並改以桓玄兄桓偉代楊佺期兄楊廣為南蠻校尉。此舉觸怒了楊佺期兄弟，楊佺期更以支援後秦圍攻的洛陽為名起兵，但皆被殷仲堪阻止。當年荊州有大水，殷仲堪開倉賑濟災民，桓玄就乘此機會起兵，亦以救援洛陽為名。當時桓玄寫信給殷仲堪，稱他要消滅楊佺期，並命殷仲堪收殺楊廣，否則會進攻江陵。桓玄並襲取殷仲堪在巴陵的積糧，又向路經夏口的梁州刺史郭銓假稱收到朝廷下令命郭銓為自己前鋒以討楊佺期，故此授江夏兵予他，命他督諸軍前進。
當時桓玄密報桓偉作為內應，但桓偉遑恐，更向殷仲堪自首，於是被對方擄為人質，並命其寫信給桓玄，在信中苦勸桓玄罷兵，不過桓玄不為所動，自度桓偉必因殷仲堪優柔寡斷的性格而無危險。殷仲堪亦派了殷遹率七千水軍至西江口，桓玄派郭銓和苻宏擊敗他；及後殷仲堪又派楊廣及殷道護進攻，桓玄再在楊口擊敗他們，直逼至離江陵二十里的零口，震動江陵。後楊佺期自襄陽來攻，桓玄一度退後避其鋒銳，但終大敗楊佺期，及後由部將馮該追獲并殺掉他。殷仲堪出奔，又被馮該追獲，及後被桓玄逼令自殺。
桓玄年末消滅了楊佺期和殷仲堪，於是在次年（400年）向朝廷求領荊江二州刺史。朝廷下詔以桓玄都督荊司雍秦梁益寧七州諸軍事、後將軍、荊州刺史、假節；另以桓脩為江州刺史。但桓玄堅持要由自己領江州刺史，朝廷唯有讓桓玄加都督江州及揚州豫州共八郡諸軍事，領江州刺史；桓玄又以桓偉為雍州刺史，朝廷礙於當時孫恩叛亂惡化，不能違抗。桓玄於是趁機在荊州任用腹心，訓練兵馬，並屢次請求討伐孫恩，但都被朝廷阻止。
隆安五年（401年），孫恩循海道進攻京口，逼近建康，桓玄聲稱勤王起兵，實質想乘亂而入，司馬元顯於是在孫恩北走遠離京師後下詔命桓玄解嚴。不過，桓玄當時完全控制了其轄區，不但作出調桓偉為江州、鎮守夏口，又以司馬刁暢督八郡、鎮守襄陽，桓振、皇甫敷、馮該等駐湓口等軍事調動，更建立了武寧郡和綏安郡分別安置遷徙的蠻族以及招集的流民。朝廷曾下詔徵廣州刺史刁逵和豫章太守郭昶之，亦被桓玄所留。

### 奪取朝權
元興元年（402年），司馬元顯下詔討伐桓玄，在京的堂兄桓石生密報桓玄。桓玄既封鎖長江漕運，令東土饑乏，又因孫恩之亂未平，故認為司馬元顯無力討伐，於是一直在荊州等待時機，蓄勢待發。然而收到桓石生的通報後，桓玄甚懼，打算堅守江陵。不過卞範之卻勸桓玄出兵東下，以桓玄的威名和軍力，令其土崩瓦解；反不應主動示弱於人。桓玄於是留桓偉守江陵，親自率兵東下。桓玄初仍憂抗拒朝命，手下士兵都不會為他所用，然而過了潯陽仍未見朝廷軍隊，於是十分高興，士氣亦上升，移檄上奏司馬元顯之罪。桓玄到姑孰時，派馮該等擊敗並俘獲豫州刺史司馬尚之，並奪取了歷陽（今安徽和縣）。當時司馬元顯因畏懼，登船而未敢出兵，而劉牢之因擔憂擊敗桓玄後會不容於司馬元顯，竟與其手下北府軍向桓玄投降。桓玄逼近建康，司馬元顯試圖守城但潰敗。桓玄入京後，稱詔解嚴，並以自己總掌國事，受命侍中、都督中外諸軍事、丞相、錄尚書事、揚州牧，領徐州刺史，加假黃鉞、羽葆鼓吹、班劍二十人。
桓玄又列會稽王司馬道子及司馬元顯的罪惡，流放司馬道子到安成郡，數月後桓玄更派人殺死司馬道子；又殺司馬元顯、庾楷、司馬尚之和司馬道子的太傅府中屬吏。桓玄又圖除去劉牢之，先命他為會稽太守，令其遠離京口。劉牢之意圖反叛但得不到北府軍將領支持，於是北逃廣陵投靠廣陵相高雅之，於途中自殺。司馬休之、高雅之和劉牢之子劉敬宣於是北逃南燕。

### 圖謀篡位
桓玄在三月攻入建康時就廢除了元興年號，恢復隆安年號，不久又改元大亨。此後，桓玄自讓丞相及荊江徐三州刺史，以桓偉出任荊州刺史、桓脩為徐、兗二州刺史、桓石生為江州刺史、卞範之為丹楊尹、桓謙為尚書左僕射，分派桓氏宗族和親信出任內外職位。自置為太尉、平西將軍、都督中外諸軍事、揚州牧、領豫州刺史。另外又加袞冕之服，綠綟綬，增班劍至六十人，劍履上殿，入朝不趨，讚奏不名的禮遇。
四月，桓玄出鎮姑孰，辭錄尚書事，但朝中大事仍要諮詢他，小事則由朝中桓謙和卞範之決定。自晉安帝繼位以來，東晉國內戰禍連年，人民都厭戰不已，而桓玄上台後就罷黜奸佞之徒，擢用俊賢之士，令建康城中都一片歡欣景象，希望能過安定日子。不過很快，桓玄凌侮朝廷，豪奢縱欲，政令無常，故令人民失望。當時三吳大飢荒，很多人死亡，即使是富有的也活活餓死家中。桓玄雖曾下令賑災，但米糧不多，給予不足，縱然會稽內史王愉召還出外尋食的飢民回去領糧，仍有很多人在道旁餓死。
另一方面，桓玄亦先後殺害吳興太守高素、竺謙之、高平相竺朗之、劉襲、彭城內史劉季武、冠軍將軍孫無終等北府軍舊將，以圖消滅劉牢之領下北府軍勢力。另亦要朝廷追論平司馬元顯和殷仲堪、楊佺期的功勳，分別加封豫章公及桂陽公，並轉讓給兒子桓昇及侄兒桓濬。又下詔全國避其父桓溫名諱，同名同姓者皆要改名，又贈其生母氏為豫章公太夫人。
大亨二年（403年），桓玄遷大將軍，又上請率軍北伐後秦，但隨後就暗示朝廷下詔不准。桓玄本身就無意北伐，就裝作出尊重詔命的姿態停止。同年，桓偉去世，桓玄因公簡約禮儀，脫下喪服後又作樂。而桓偉一直是桓玄親仗的人，桓偉死後桓玄孤危，桓玄不臣之心已露，同時全國對其有怨氣，於是打算加快篡位工作。而桓玄親信殷仲文及卞範之當時亦勸桓玄早日篡位，連朝廷加授桓玄九錫的詔命和冊命都暗中寫好。桓玄於是進升桓謙、王謐和桓脩等人，讓朝廷命自己為相國，更劃南郡、南平郡、天門郡、零陵郡、營陽郡、桂陽郡、衡陽郡、義陽郡和建平郡共十郡封自己為楚王，加九錫，並能置楚國國內官屬。及後桓玄自解平西將軍和豫州刺史，將官屬併入相國府。
當時桓玄的行動令原為殷仲堪黨眾的庾仄起兵七千人反抗，趁著接替桓偉的荊州刺史桓石康未到就襲取襄陽，震動江陵，不過不久就被桓石康等所平定。桓玄及後又假意上表歸藩，卻又自己代朝廷作詔挽留自己，然後再請歸藩，又要晉安帝下手詔挽留，只因桓玄喜歡炫耀這些詔文，故此常常做這些自篇自導的上表和下詔事件。另桓玄亦命人報告祥瑞出現，又想像歷代般有高士出現，不惜命皇甫謐六世孫皇甫希之假扮高士，最終竟被時人稱作「充隱」。而桓玄對政令執行亦無堅定意志，常改變主意，令政命不一，改變起來亂七八糟。

### 建立桓楚
大亨二年（403年）十一月，桓玄加自己的冠冕至皇帝規格的十二旒，又加車馬儀仗及樂器，以楚王妃為王后，楚國世子為太子。十一月丁丑日（12月17日），由卞範之寫好禪讓詔書並命臨川王司馬寶逼晉安帝抄寫。庚辰日（12月20日），由兼太保、司徒王謐奉璽綬，將晉安帝的帝位禪讓給桓玄，隨後遷晉安帝至永安宮，又遷太廟的晉朝諸帝神主至琅邪國。及後百官到姑孰勸進，桓玄又假意辭讓，官員又堅持勸請，桓玄於是築壇告天，於十二月壬辰日（404年1月1日）正式登位為帝，並改元「永始」，改封晉安帝為平固王，不久遷於尋陽。
桓玄即帝位後，好行小惠以籠絡人心，例如他親自審訊囚犯時，不管罪刑輕重，多予釋放；攔御駕喊冤者，通常也可以得到救濟；然而為政繁瑣苛刻，又喜歡炫耀自己，官員有將詔書中「春蒐」字誤繕為「春菟」，經辦人員即全被降級或免職。

### 劉裕義兵
桓玄篡位以後，驕奢荒侈，遊獵無度，夜以繼日地遊樂。即使是兄長桓偉下葬的日子，桓玄白天哭喪到晚上就去遊玩了，有時甚至一日之間多次出遊。又因桓玄性格急躁，呼召時都要快速，當值官員都在省前繫馬備用，令宮禁內煩雜，已經不像朝廷了；另桓玄又興修宮殿、建造可容納三十人的大乘輿。百姓更因而疲憊困苦，民心思變。北府舊將劉裕、何無忌與劉毅等人於是乘時舉義兵討伐桓玄。元興三年二月乙卯日（404年3月24日），劉裕等人正式舉兵，計劃在京口（今江蘇鎮江）、廣陵（今江蘇揚州市）、歷陽和建康四地一同舉兵。其中劉裕派了周安穆向建康的劉毅兄劉邁報告，通知他作內應，然而劉邁惶恐，後更以為圖謀被揭向桓玄報告，桓玄初封劉邁為重安侯，但後又以劉邁沒有及時收捕周安穆，於是殺害劉邁和其他劉裕於建康的內應。原於歷陽舉兵的諸葛長民亦被刁逵所捕，但劉裕等終也成功奪取了京口和廣陵，鎮守兩地的桓脩和桓弘皆被殺。
劉裕率義軍進軍至竹里，桓玄加桓謙為征討都督。桓謙請求桓玄派兵攻劉裕，但桓玄畏於劉裕兵銳，打算屯兵覆舟山等待劉裕，認為對方自京口到建康後見到大軍必然驚愕，且桓玄軍堅守不出，對方求戰不得，會自動散走。不過桓謙堅持，桓玄就派了頓丘太守吳甫之及右衞將軍皇甫敷迎擊。不過二人皆在與劉裕作戰中戰死，桓玄大懼，就召見一眾會道術的人作法試圖對抗劉裕。後桓玄又命桓謙、何澹之屯東陵，卞範之屯覆舟山西，共以二萬兵抵抗劉裕。不過劉裕進至覆舟山東時故設疑兵，令敵方以為劉裕兵力眾多，桓玄得報後更派庾賾之率兵增援諸軍。然而，因為劉裕的兵眾大多是北府軍出身，故桓謙軍隊都畏懼劉裕，未有戰意，而劉裕則領兵死戰，並乘風施以火攻，終擊潰桓謙等。
在桓玄派桓謙等抵抗劉裕時，其實已經萌生離去的念頭，並命殷仲文準備船隻。桓謙等敗後，桓玄就於三月己未日（3月28日）與一眾親信西走。桓玄當天沒有進食，隨行人員就進糙米飯給桓玄，但桓玄吞不下，年幼的桓昇抱著桓玄撫慰他，更令桓玄忍不住心中悲傷。
桓玄一直到尋陽，得江州刺史郭昶之供給其物資及軍隊。後挾持晉安帝至江陵，在江陵署置百官，並且大修水軍，不足一個月就已有兵二萬，樓船和兵器都顯得很強盛的樣子。不過桓玄西奔後就怕法令不能認真執行，就輕易處以死刑，故令人心離異。

### 兵敗身死
及後何無忌擊敗桓玄所派何澹之等軍，攻陷湓口，進佔尋陽，然後與劉毅等一直西進。桓玄亦自江陵率軍迎擊，兩軍於五月癸酉日（6月10日）在崢嶸洲相遇，當時桓玄軍雖然有兵力優勢，但因桓玄經常在船側泛舟，預演敗走時的動作，於是士眾毫無鬥志，在劉毅的進攻下潰敗，焚毁輜重乘夜逃走，郭銓遂向劉毅投降。桓玄於是挾晉安帝繼續西走，留晉穆帝皇后何法倪及安帝皇后王神愛於巴陵。殷仲文當時以收集散卒為名移駐別船，並趁機叛變，迎二皇后回建康。
桓玄於五月己卯日（6月16日）再到江陵，馮該勸桓玄再戰，但桓玄不肯，更想投奔梁州刺史桓希。不過當時人心已離，桓玄的命令都沒有人執行了。次日，江陵城中大亂，桓玄與心腹數百人出發，到城門時隨行有人從暗處走出要斬殺桓玄，但不中，於是彼此廝殺，桓玄勉強登船，身邊人員因亂分散，只有卞範之跟隨在側。桓玄正打算到梁州治所漢中（今陝西漢中市）時，但屯騎校尉毛脩之誘使桓玄入蜀，桓玄聽從。而當時正值寧州刺史毛璠去世，益州刺史毛璩派了侄孫毛祐之及參軍費恬等領數百人送毛璠喪至江陵，並於五月壬午日（6月19日）在枚回洲與桓玄相遇，二人於是進攻桓玄，箭矢如雨，桓玄寵信的丁仙期、萬蓋等為桓玄擋箭而死，益州都護馮遷跳上桓玄坐船，抽刀向前，桓玄拔下頭上玉飾遞給馮遷，說：「你是什麼人，竟敢殺天子？」馮遷說：「我這只是在殺天子之叛賊而已！」桓玄遂被殺，享年三十六歲。桓玄死後，堂弟桓謙在沮中為桓玄舉哀，上諡為武悼皇帝。桓玄頭顱則被傳至建康，掛在大桁上，百姓看見後都十分欣喜。

## 性格特徵
- 桓玄擅寫文章，可從其事跡中看到。王恭死後，桓玄曾登江陵城南樓，說：「我現在想為王孝伯作悼詞。」吟嘯良久後就下筆，很快就寫好了。桓玄消滅殷仲堪、楊佺期後，荊州刺史府、江州刺史府、後將軍府、七州都督府、南郡公府皆來賀，五個版牘一同進入，桓玄見版至使即答，皆美而成章，並不揉雜。[13]
- 桓玄小時，與一眾堂兄弟鬥鵝，但桓玄的鵝總是不及堂兄弟強，十分不忿。於是有一晚到鵝欄殺死了堂兄弟們的鵝。天亮後家人都驚駭不已，以為發生了怪事，向桓沖報告。但桓沖心知是桓玄作的，一問，果然如此。[14]
- 桓玄喜好裝飾和書畫，在擊敗司馬元顯後，桓玄遷鎮姑孰，就大築城內官府，建築物和假山水池等都十分壯麗。另又曾以輕舟載著他的書畫、服飾和玩物，有人因而勸諫他，桓玄竟說這些東西應該隨身，而且稱當時兵凶戰危，若發生問題就可以很快運走。眾人聽後都笑他。《晉書》又載他性格貪鄙，極愛奇珍異寶，珠玉等寶物更時不離手。別人有好書畫或佳園田宅，桓玄都想得到手，逼不到就在賭桌上奪得。桓玄又曾派下屬四出遷移果樹美竹收歸己有，令數千里內好的果樹和竹子都被一掃而空。
- 桓玄尊崇其父桓溫，故在篡位稱帝後就追尊桓溫為「宣武皇帝」，太廟都只供奉他，卻沒有追尊祖父桓彝或以上的祖宗[15]。故及至桓玄遭受劉裕義軍來勢洶洶的進攻時，曹靖之稱其令晉室神主流離飄泊以及追尊不及祖父觸怒神明，令桓玄很是恐懼忿怨。
- 桓玄因劉裕討伐而西走江陵時，就於道上作《起居注》，內容都是他抵抗劉裕義軍的事，自稱自己指揮各軍，算無遺策，只因諸將違反其節度才兵敗，是非戰之罪。由於桓玄專心寫《起居注》，所以都沒閑暇時間和群下商議對策。寫成後桓玄就將《起居注》宣示遠近。

## 逸事
- 據說桓玄出生時，有光照亮房間，占卜者都感到奇異，故得桓玄小名靈寶。
- 桓玄早年頗善騎馬，曾在荊州刺史殷仲堪的江陵公廳前駕馬使矟，耀武揚威，卻被殷的部下劉邁（北府兵將劉毅之兄）貶低為：「馬矟的才能很夠，清談的義理卻不足」，桓玄因此痛恨劉邁，派人刺殺他，幸虧劉邁在殷仲堪的主意下，早一步回到京師，才躲過殺身之禍。[16]
- 桓玄稱帝之後，入宮，因為身材發福肥大，當他坐上御牀後，不堪重擔的御牀就被壓爛陷地，眾人見此皆失色，殷仲文奉承說：「將由聖德深厚，地不能載。」令桓玄十分高興。又因為桓玄喜歡到宮外出遊，但肥大的體型對他上馬下馬諸多不便，他因此設計了能夠四面轉動的迴轉車，自己坐在上面可以方便地轉向移動。[17]
- 據說，元興年間衡陽有母雞變成雄雞，八十日後雞冠卻萎縮了。後來桓玄建立楚國，衡陽郡亦在十郡以內，而自桓玄即位至敗走建康，也大約是八十日[18]。當時亦有童謠：「長干巷，巷長干，今年殺郎君，後年斬諸桓。」郎君即司馬元顯，司馬元顯於元興元年（402年）被殺，桓氏則於元興三年（404年）因桓玄敗死而遭誅殺。

## 評價
- 唐代房玄齡於晉書的「史臣曰」評論說：「桓玄纂凶，父之餘基。挾姦回之本性，含怒於失職；苞藏其豕心，抗表以稱冤。登高以發憤，觀釁而動，竊圖非望。始則假寵於仲堪，俄而戮殷以逞欲，遂得據全楚之地，驅勁勇之兵，因晉政之陵遲，乘會稽之酗醟，縱其狙詐之計，扇其陵暴之心，敢率犬羊，稱兵內侮。天長喪亂，凶力實繁，踰年之間，奄傾晉祚，自謂法堯禪舜，改物君臨，鼎業方隆，卜年惟永。俄而義旗電發，忠勇雷奔，半辰而都邑廓清，踰月而凶渠即戮，更延墜曆，復振頹綱。是知神器不可以闇干，天祿不可以妄處者也。夫帝王者，功高宇內，道濟含靈，龍宮鳳曆表其祥，彤雲玄石呈其瑞，然後光臨大寶，克享鴻名，允徯后之心，副樂推之望。若桓玄之么麼，豈足數哉！適所以干紀亂常，傾宗絕嗣，肇金行之禍難，成宋氏之驅除者乎！」

- 唐代某貴族「公子」[a]與士族虞世南的對話：「公子曰：『桓玄聰明夙智，有奇才遠略，亦一代之異人，而遂至滅亡，運祚不終，何也？』先生（虞世南）曰：『夫人君之量，必器度宏遠，虛己應物，覆載同於天地，信誓合於寒暄，然後萬姓樂推而不厭也。彼桓玄者，蓋有浮狡之小智，而無含宏之大德，值晉室衰亂，威不迨下，故能肆其爪牙，一時篡奪，安德治民無聞焉。以僥幸之才，逢神武之運，至於夷滅，固其宜也。』」[19]

- 梁代史家裴子野評論：「桓敬道有文武奇才，志雪餘恥，校〔狡〕動離亂之中，掩天下而不血刃，既而嘯命六合，規模凌取，未及逾年，坐盜社稷。自以名高漢祖，事捷魏、晉，思專其侈，而莫己知。王謐以民望鎮領〔袖〕，王綏、謝混以後進〔相〕光輝，群從兄弟，方州連郡，民駭其速而服其強，無異望矣。（宋）高祖是時，殊〔朱〕方之一匹夫也，無千百之眾，糾合同盟，雷擊三州，曾未及旬，蕩清京邑，號令群后，長驅江、漢，推亡楚於已拔，拯衰晉於已顛，自羲、軒以來，用兵之速，未始有也。自非雄略蓋世，天命至止，焉能若此者乎！於是，民知攸暨而王跡興。」[20]

## 家庭

### 父
- 桓溫

### 母
- 馬氏，曾為袁真家妓[21]。

### 妻
- 刘皇后，劉喬曾孫女。

### 子
- 桓昇，封豫章王，桓玄死後亦被捕，於江陵被殺。

宋齐之交时的大阳蛮酋长桓诞自称为在桓玄死后流窜到大阳蛮的桓玄之子。

## 延伸阅读
[在维基数据编辑]
 在维基文库阅读此作者作品
 《晉書·卷099》，出自房玄齡《晉書》
 《魏書·卷97》，出自魏收《魏书》